# Кінкіль
Кінкіль (Очаваям) — річка на північному заході Камчатського краю в Росії.
Довжина річки — 80 км. Площа водозбірного басейну — 1070 км². Протікає територією Тигільського району Камчатського краю. Впадає в Затоку Шеліхова Охотського моря.

## Притоки
Об'єкти перераховані за порядком від гирла до витоку.
- 4 км: річка Лолам
- 11 км: річка Ервеєм
- 34 км: річка Хровокалякваям
- 38 км: річка Гнунуваям
- 40 км: річка Атвенайваям
- 45 км: річка Кай-Атвенай

## Дані водного реєстру
За даними державного водного реєстру Росії відноситься до Анадир-Колимського басейнового округу.
За даними геоінформаційної системи водогосподарського районування території РФ, підготовленої Федеральним агентством водних ресурсів:
- Код водного об'єкта в державному водному реєстрі — 19080000112120000037621
- Код за гідрологічною вивченістю (ГВ) — 120003762
- Номер тому з ГВ — 20
- Випуск за ГВ — 0